# 甘达基专区
甘達基專區（尼泊尔语：गण्डकी अञ्चल，IAST：Gaṇḍakī añcal）是尼泊爾十四個專區之一，屬西部發展區。面積12275平方公里，2001年，人口1487954。首府博克拉。
下分6縣：
- 廓尔喀县 गोर्खा Gorkhā
- 马南县 मनाङ Manāṅ
- 拉姆琼县 लमजुङ Lamjuṅ
- 卡斯基县 कास्की Kāskī
- 塔纳胡县 तनहुँ Tanahuṃ
- 锡扬扎县 स्याङ्जा Syāṅjā